# ЗИЛ-132
 ЗИЛ-132 — советский экспериментальный бортовой грузовой автомобиль с колёсной формулой 6х6, вездеход.
Первый образец был выпущен 23 февраля 1960. года под руководством конструктора Юрия Соболева.
Преемниками автомобиля считаются ЗИЛ-132Р (1974—1975) и ЗИЛ-132РС (1975). В 1992 году были выпущены шасси 132К для передвижного аварийно-спасательного комплекса.
В 1993 году вышел более современный автомобиль ЗИЛ-4972, имеющий много общего с грузовиком ЗИЛ-132, оснащённый кабиной ЗИЛ-4331 и двигателем ЗИЛ-645. Машина по большей части использовалась для нужд МЧС. Позднее производство было организовано на Правдинском заводе радиорелейной аппаратуры и в общей сложности продолжилось до 1999 года. Всего было выпущено 42 экземпляра.

## Техническая характеристика ЗиЛ 132
Масса автомобиля — 9880 кг; грузоподъемность — 2500 кг.
Разгонялся до 67 км/ч.
Двигатель — ЗИЛ-375: карбюраторный четырёхтактный 8-ми цилиндровый V-образный 90° верхнеклапанный, с жидкостным охлаждением, мощностью 180 л. с.
Трансмиссия: сцепление однодисковое, сухое.
Коробка передач от ЗИЛ-Э130, механическая, пятиступенчатая.
Демультипликатор РК типа ЗИЛ-157, 2-х ступенчатый (1,44:1 и 2,44:1).
Раздаточная коробка 1-ступенчатая, с блокируемым межосевым дифференциалом, с пневмоприводом блокировки (1:1).
Бортовая передача от ЗИЛ-135Б, 1-ступенчатая, коническая (2,273:1).
Колесный редуктор от ЗИЛ-135Б, 1-ступенчатый, цилиндрический (2,923:1)